# اچ‌ام‌اس دریاد (۱۸۶۶)
اچ‌ام‌اس دریاد (۱۸۶۶) (به انگلیسی: HMS Dryad (1866)) یک کشتی بود که طول آن ۱۸۷ فوت (۵۷ متر) بود. این کشتی در سال ۱۸۶۶ ساخته شد.